# Menachem Bader
Menachem Bader (hebr.: מנחם בדר, ur. 20 września 1895 w Dukli, zm. 31 stycznia 1985) – izraelski polityk, w latach 1949–1951 poseł do Knesetu.
W wyborach parlamentarnych w 1949 dostał się do izraelskiego parlamentu. Zasiadał w Knesecie I kadencji.